# Valderrubio

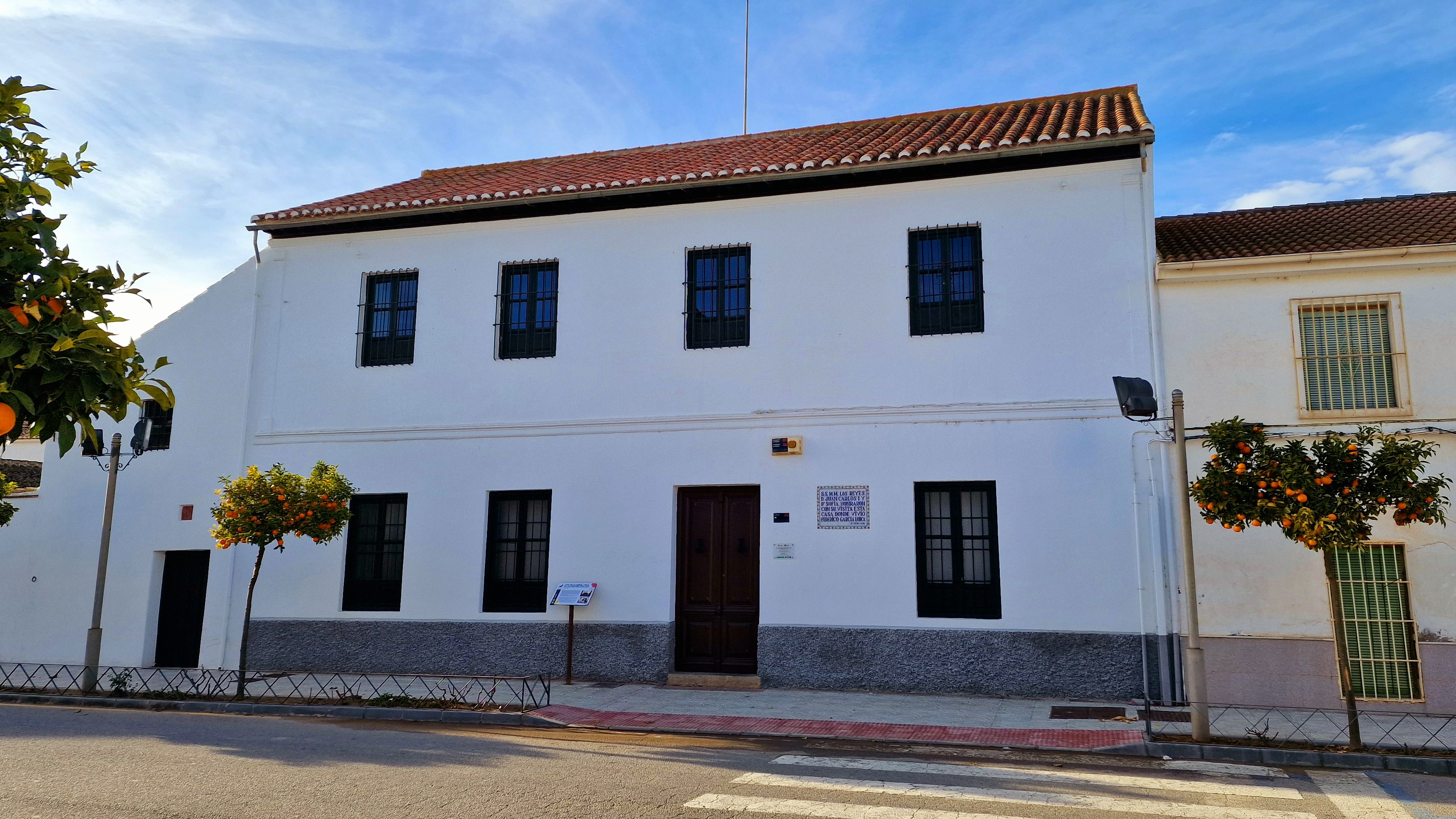
La casa de Federico García Lorca en Valderrubio

Valderrubio es una localidad y municipio español situado en la parte occidental de la comarca de la Vega de Granada, en la provincia de Granada, comunidad autónoma de Andalucía. Limita con los municipios de Pinos Puente e Íllora. Sólo una estrecha franja de cien metros de longitud la separa del río Cubillas, que es el límite entre Pinos y Fuente Vaqueros; se decidió así para que el municipio pinero tuviese continuidad en su territorio, y no quedase dividido en dos mitades. Otras localidades cercanas son Escóznar, Zujaira, Casanueva y Láchar. Cuenta con una población de 2077 habitantes (INE 2024).
El municipio valderrubiense es una de las treinta y cuatro entidades que componen el área metropolitana de Granada, y comprende el núcleo de población de Valderrubio —capital municipal— y el diseminado de Los Parrales.
El 18 de diciembre de 2013 Valderrubio se segregó del término municipal de Pinos Puente, convirtiéndose así en el municipio número 169 de la provincia de Granada. Desde 2002 ya gozaba de cierta autonomía al concederle el régimen de entidad local autónoma (o ELA).
Fue en esta localidad donde Federico García Lorca, considerado uno de los poetas españoles más importantes del siglo XX, se inspiró para crear una de sus mejores obras dramáticas: La casa de Bernarda Alba.

## Toponimia
Durante siglos se le ha denominado al pueblo como "Asquerosa". Se cree que la procedencia de su nombre primitivo podría venir del latín "Aqua Rosae" («agua de rosas»).

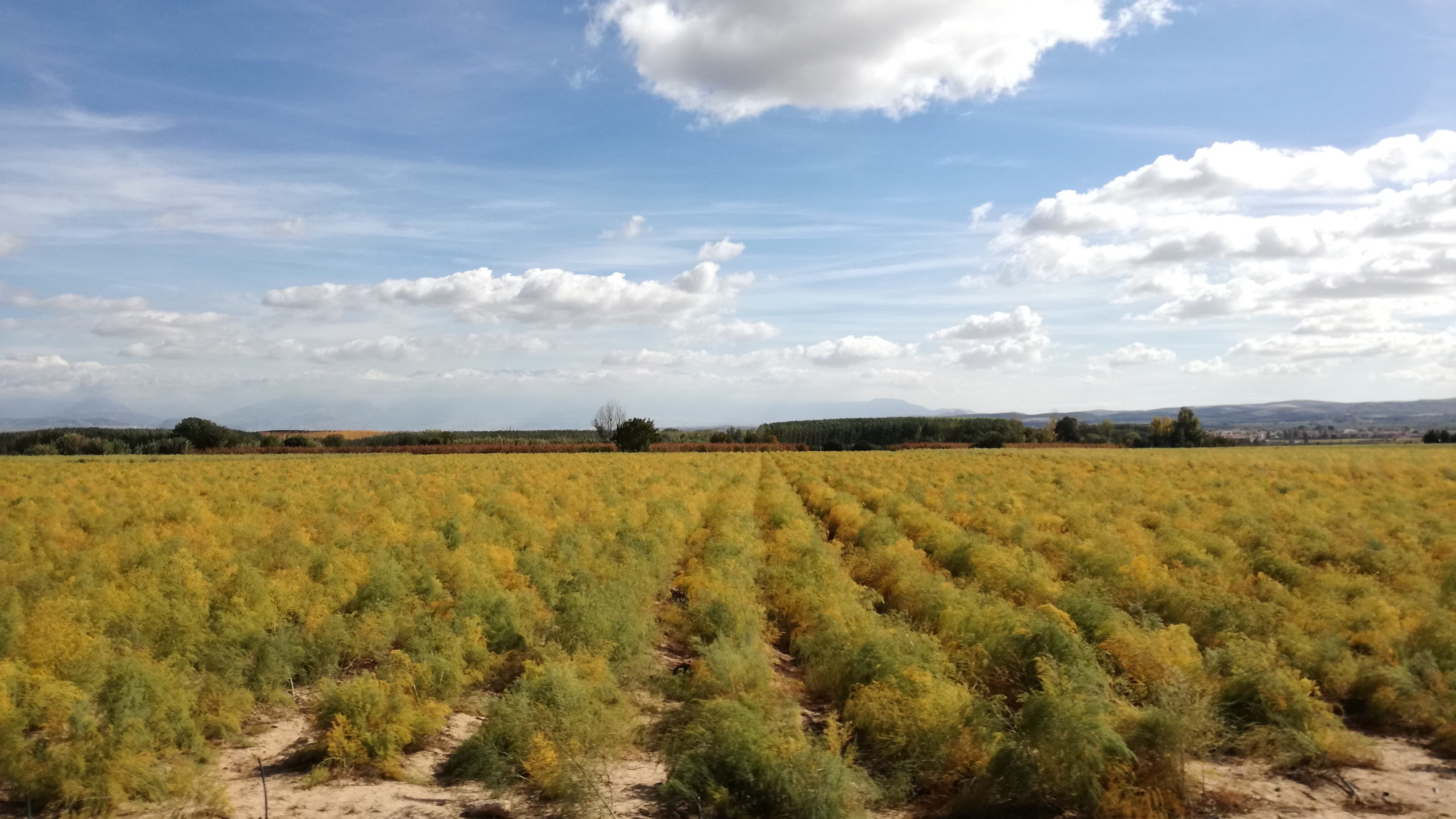
Tierras de cultivo en Valderrubio

En esta localidad, cuando aún se llamaba Asquerosa, vivió Federico García Lorca, que empleaba los nombres Vega de Zujaira o Apeadero de San Pascual en sus cartas.
No sería hasta el 15 de agosto de 1943 cuando se adoptó oficialmente el nombre actual con el fin de evitar el gentilicio de «asquerosos», y hace referencia al «valle de tabaco rubio», ya era el cultivo mayoritario de esa época en la zona.

## Historia
Hubo un antiguo asentamiento prerromano del que se han encontrado una necrópolis y diferentes restos.
El nombre actual de Valderrubio data de 1943, época de la predominancia del cultivo del tabaco. Se dice que fue el primer pueblo de Europa donde se sembró el tabaco rubio traído de América.
En los primeros años del siglo XXI se construyó la Línea de AVE a Granada, inaugurada en 2019, que pasa al norte de Valderrubio.

## Geografía

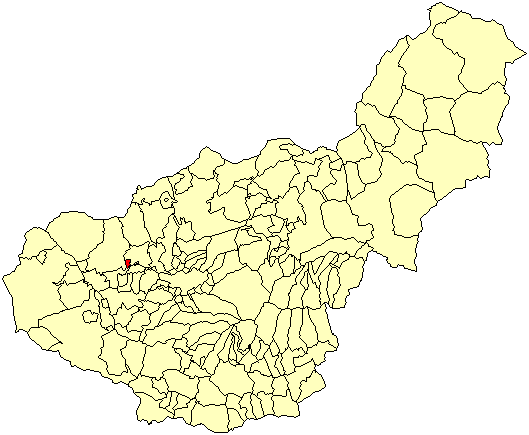
Extensión del municipio en la provincia de Granada

### Situación
Integrado en la comarca de la Vega de Granada, se encuentra situado a 29 kilómetros de la capital provincial, a 105 de Jaén, a 180 de Almería y a 301 de Murcia. El término municipal está atravesado por la carretera A-336, que conecta las localidades de Pinos Puente y Tocón.
| Noroeste: Íllora       | Norte: Pinos Puente | Nordeste: Pinos Puente |
| Oeste: Íllora          |                     | Este: Pinos Puente     |
| Suroeste: Pinos Puente | Sur: Pinos Puente   | Sureste: Pinos Puente  |

### Clima
El clima de Valderrubio es de tipo mediterráneo continentalizado: fresco en invierno, con abundantes heladas; y caluroso en verano, con máximas sobre los 35 °C. La oscilación térmica es grande durante todo el año, superando muchas veces los 20 °C en un día. Las lluvias, ausentes en verano, se concentran en el invierno y son escasas durante el resto del año.
| Parámetros climáticos promedio de Valderrubio         | Parámetros climáticos promedio de Valderrubio | Parámetros climáticos promedio de Valderrubio | Parámetros climáticos promedio de Valderrubio | Parámetros climáticos promedio de Valderrubio | Parámetros climáticos promedio de Valderrubio | Parámetros climáticos promedio de Valderrubio | Parámetros climáticos promedio de Valderrubio | Parámetros climáticos promedio de Valderrubio | Parámetros climáticos promedio de Valderrubio | Parámetros climáticos promedio de Valderrubio | Parámetros climáticos promedio de Valderrubio | Parámetros climáticos promedio de Valderrubio | Parámetros climáticos promedio de Valderrubio |
| Mes                                                   | Ene.                                          | Feb.                                          | Mar.                                          | Abr.                                          | May.                                          | Jun.                                          | Jul.                                          | Ago.                                          | Sep.                                          | Oct.                                          | Nov.                                          | Dic.                                          | Anual                                         |
| ----------------------------------------------------- | --------------------------------------------- | --------------------------------------------- | --------------------------------------------- | --------------------------------------------- | --------------------------------------------- | --------------------------------------------- | --------------------------------------------- | --------------------------------------------- | --------------------------------------------- | --------------------------------------------- | --------------------------------------------- | --------------------------------------------- | --------------------------------------------- |
| Temp. máx. media (°C)                                 | 13.0                                          | 15.3                                          | 18.6                                          | 20.1                                          | 24.6                                          | 30.0                                          | 34.4                                          | 33.9                                          | 29.4                                          | 22.7                                          | 17.2                                          | 13.5                                          | 22.7                                          |
| Temp. media (°C)                                      | 6.7                                           | 8.5                                           | 11.0                                          | 12.8                                          | 16.8                                          | 21.4                                          | 24.8                                          | 24.5                                          | 20.9                                          | 15.5                                          | 10.7                                          | 7.6                                           | 15.1                                          |
| Temp. mín. media (°C)                                 | 0.3                                           | 1.8                                           | 3.4                                           | 5.6                                           | 9.0                                           | 12.9                                          | 15.2                                          | 15.0                                          | 12.4                                          | 8.2                                           | 4.2                                           | 1.8                                           | 7.5                                           |
| Precipitación total (mm)                              | 41                                            | 38                                            | 30                                            | 38                                            | 28                                            | 17                                            | 4                                             | 3                                             | 16                                            | 42                                            | 48                                            | 53                                            | 357                                           |
| Fuente: Agencia Estatal de Meteorología, España (ed.) |                                               |                                               |                                               |                                               |                                               |                                               |                                               |                                               |                                               |                                               |                                               |                                               |                                               |

## Demografía
Valderrubio cuenta con una población de 2077 habitantes (INE 2024), que se distribuyen de la siguiente manera:

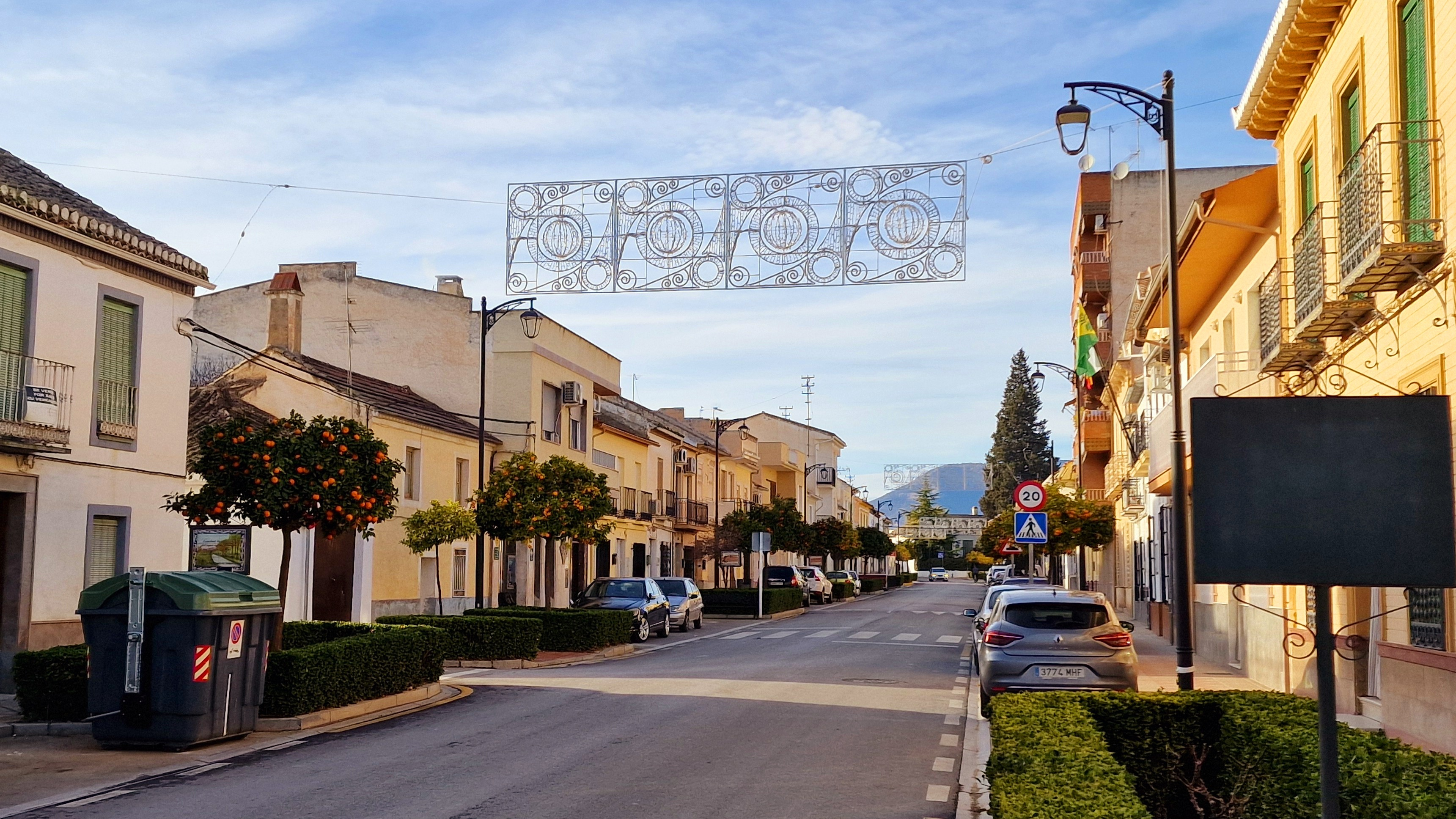
Vista de la calle Real

| Unidad poblacional | Hab. |
| ------------------ | ---- |
| Valderrubio        | 2043 |
| diseminado         | 17   |
| TOTAL              | 2060 |

### Evolución de la población
| Gráfica de evolución demográfica de Valderrubio entre 2001 y 2021 |
| |
| Población de derecho según los censos de población del INE Población de hecho según los censos de población del INEEn 2014 aparece este municipio porque se segrega de Pinos Puente |

## Símbolos
Valderrubio cuenta con un escudo y bandera adoptados oficialmente el 23 de junio de 2006, cuando aún era una entidad local autónoma. Tras la segregación, fueron ratificados como símbolos del nuevo municipio el 16 de diciembre de 2014.

### Escudo
Su descripción heráldica es la siguiente:

De sinople (verde), una mata de tabaco y un árbol, ambos de oro (amarillo); en punta, dos ondas de plata (blanco), la superior sumada de una sierra de tres picos de plata, el central más alto; mantelado en jefe de oro cargado de un ave-fénix de sable (negro) naciente de llamas de gules (rojo). Al timbre, corona real española cerrada.

### Bandera
La enseña del municipio tiene la siguiente descripción:

Paño de proporciones 3:2 de color verde, con un triángulo amarillo con base en el asta, y altura en el centro de la bandera. Dentro de dicho triángulo, una mata de tabaco verde.

## Administración y política
Los resultados en Valderrubio de las últimas elecciones municipales, celebradas en mayo de 2023, son:
| Elecciones Municipales - Valderrubio (2023) | Elecciones Municipales - Valderrubio (2023)   | Elecciones Municipales - Valderrubio (2023) | Elecciones Municipales - Valderrubio (2023) | Elecciones Municipales - Valderrubio (2023) |
| Partido político                            | Partido político                              | Votos                                       | Votos                                       | Concejales                                  |
| ------------------------------------------- | --------------------------------------------- | ------------------------------------------- | ------------------------------------------- | ------------------------------------------- |
|                                             | Partido Socialista Obrero Español (PSOE)      | 752                                         | 58,20 %                                     | 8                                           |
|                                             | Izquierda Unida Para la Gente (PARA LA GENTE) | 166                                         | 12,84 %                                     | 1                                           |
|                                             | Unión de Ciudadanos Independientes (UCIN)     | 147                                         | 11,37 %                                     | 1                                           |
|                                             | Ciudadanos (Cs)                               | 123                                         | 9,52 %                                      | 1                                           |
|                                             | Partido Popular (PP)                          | 93                                          | 7,19 %                                      | 0                                           |

### Alcaldes
| Legislatura | Nombre                                   | Grupo |
| ----------- | ---------------------------------------- | ----- |
|             | Formaba parte de Pinos Puente hasta 2013 |       |
| 2011-2015   | Francisca Blanco Martín (2013-2015)      | PSOE  |
| 2015-2019   | Francisca Blanco Martín                  | PSOE  |
| 2019-2023   | Antonio García Ramos                     | PSOE  |
| 2023-act.   | Antonio García Ramos                     | PSOE  |

## Comunicaciones

### Autobús
En la actualidad son dos las líneas de autobús del Consorcio de Transporte Metropolitano del Área de Granada que conectan Valderrubio con el centro de la capital:
- Línea 335: Granada - Santa Fe (no bajadas) - Pedro Ruiz - Fuente Vaqueros - Valderrubio - Escóznar - Obéilar.
- Línea 336: Granada - Santa Fe (no bajadas) - Chauchina - Fuente Vaqueros - Valderrubio - Escóznar - Obéilar.

El servicio lo presta la empresa local Ureña e Hijos S.L.. En la parada de Santa Fe —barrio de La Pulga, junto a la autovía— no se permite la bajada de viajeros procedentes de Granada, por conflicto de intereses con Alsa; sólo está permitida la subida con destino al resto de localidades. En el viaje de vuelta ocurre justo lo contrario.

### Carreteras

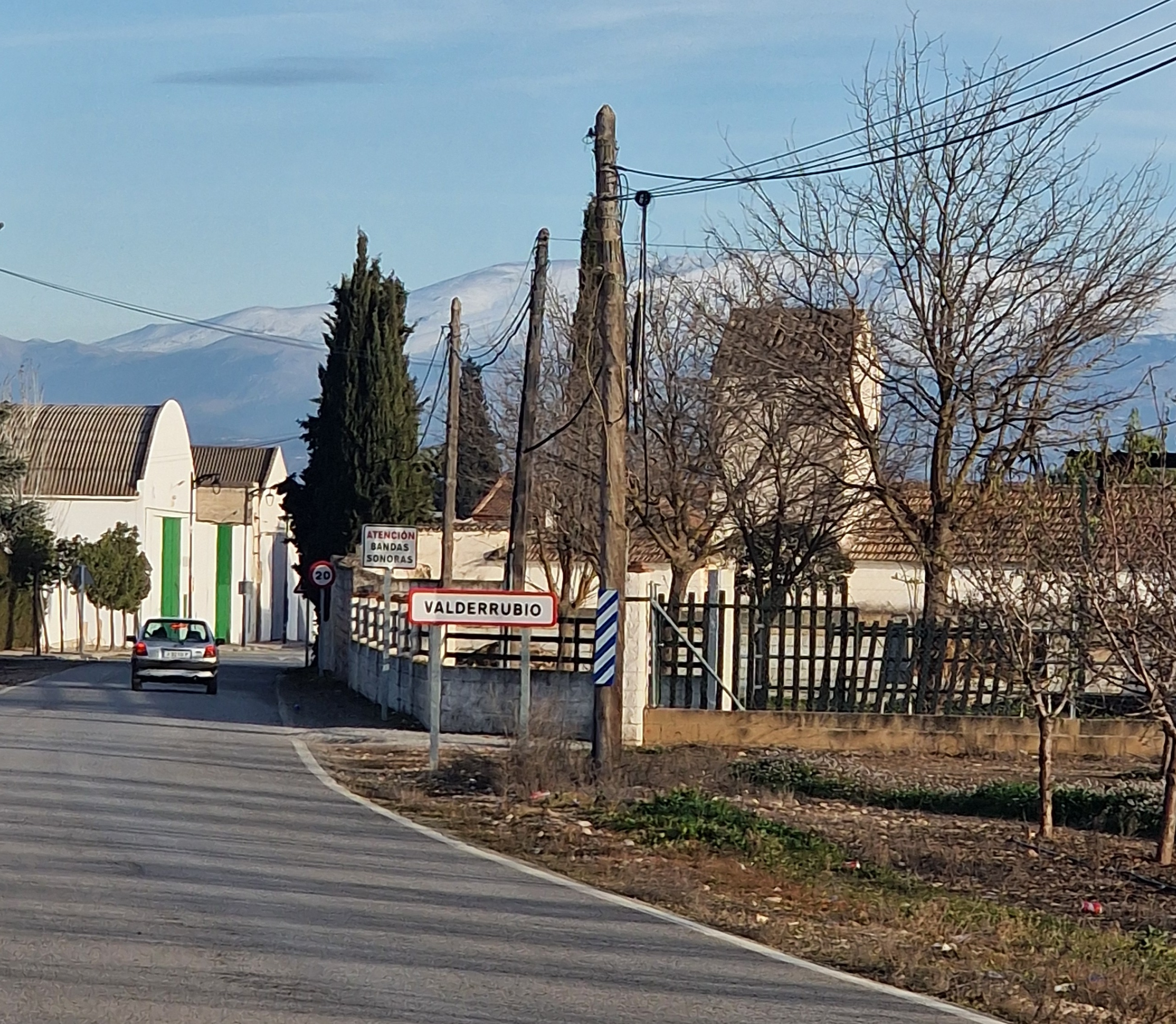
Entrada a la localidad por la carretera GR-3401 desde Escóznar

Por este municipio granadino pasan varias carreteras provinciales y locales que conectan Valderrubio con Fuente Vaqueros y Escózcar (GR-3401), Láchar (GR-NO-33), y Zujaira (GR-3425). Por la parte septentrional de su término también discurre la carretera intercomarcal A-336, entre Tocón de Íllora y Pinos Puente. Para ir a o desde Granada capital normalmente se suele tomar la salida de "Láchar, Peñuelas" en la autovía A-92.
| Identificador | Denominación                    | Itinerario            |
| ------------- | ------------------------------- | --------------------- |
| A-336         | De Tocón a N-432 (Pinos Puente) | Tocón - Pinos Puente  |
| GR-3401       | De A-92 a estación de Íllora    | Chauchina - Obéilar   |
| GR-3425       | De A-336 a Valderrubio          | Zujaira - Valderrubio |
| GR-NO-33      | De Láchar a GR-3401             | Láchar - Valderrubio  |

Algunas distancias entre Valderrubio y otras ciudades:
| Ciudades | Distancia (km) |
| -------- | -------------- |
| Granada  | 29             |
| Jaén     | 105            |
| Almería  | 180            |
| Murcia   | 301            |

## Servicios

### Sanidad
El municipio cuenta con un consultorio médico de atención primaria situado en la calle San Francisco s/n, dependiente del distrito sanitario Metropolitano de Granada. El servicio de urgencias está en el centro de salud de Pinos Puente y el área hospitalaria de referencia es el Hospital Ruiz de Alda de Granada capital.

### Educación
Los centros educativos que hay en el municipio son:
| Denominación genérica                    | Nombre del centro | Naturaleza | Dirección               |
| ---------------------------------------- | ----------------- | ---------- | ----------------------- |
| Escuela infantil                         | EI Arbolé         | Público    | C/ María Lejárraga, s/n |
| Colegio de educación infantil y primaria | CEIP Juan Pablo I | Público    | Cno. de Íllora, s/n     |

## Cultura

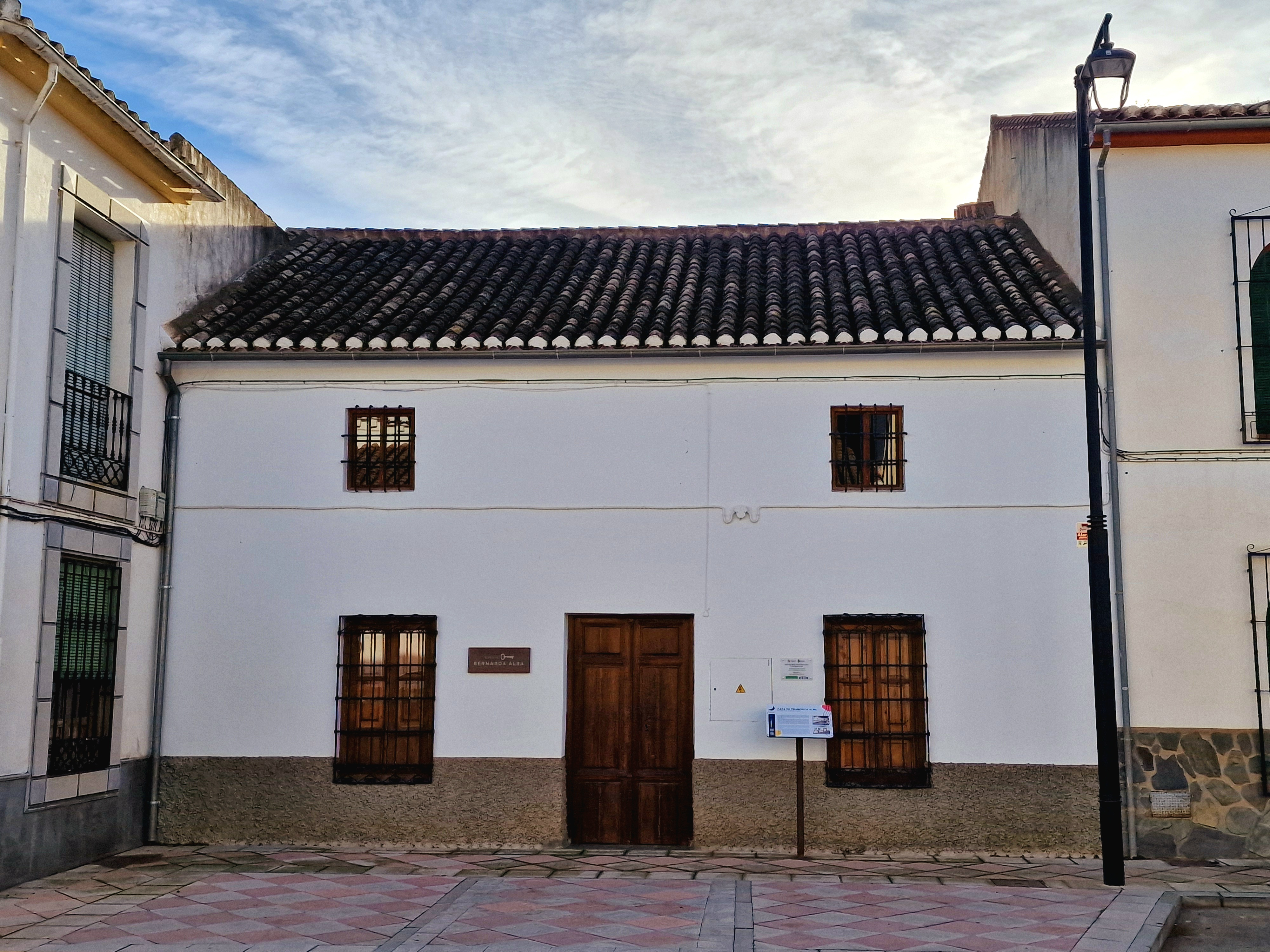
La casa original de Bernarda Alba, en Valderrubio

La nota cultural más relevante de Valderrubio es, sin lugar a dudas, la huella que dejó con su obra el poeta y dramaturgo Federico García Lorca, quien mantuvo una estrecha relación en sus años de infancia y juventud con las gentes y lugares rurales de Valderrubio. Entre los lugares lorquianos destaca la Casa de Bernarda Alba, la vivienda de la calle Iglesia donde hoy se encuentra la casa-museo, la fuente de la Teja y la finca de Daimuz, a dos kilómetros de Valderrubio, junto al río Cubillas, cerca de la confluencia con el río Genil. Valderrubio reúne un entorno paisajístico y natural que aún revive la base de la obra que el poeta dejó.

### Patrimonio

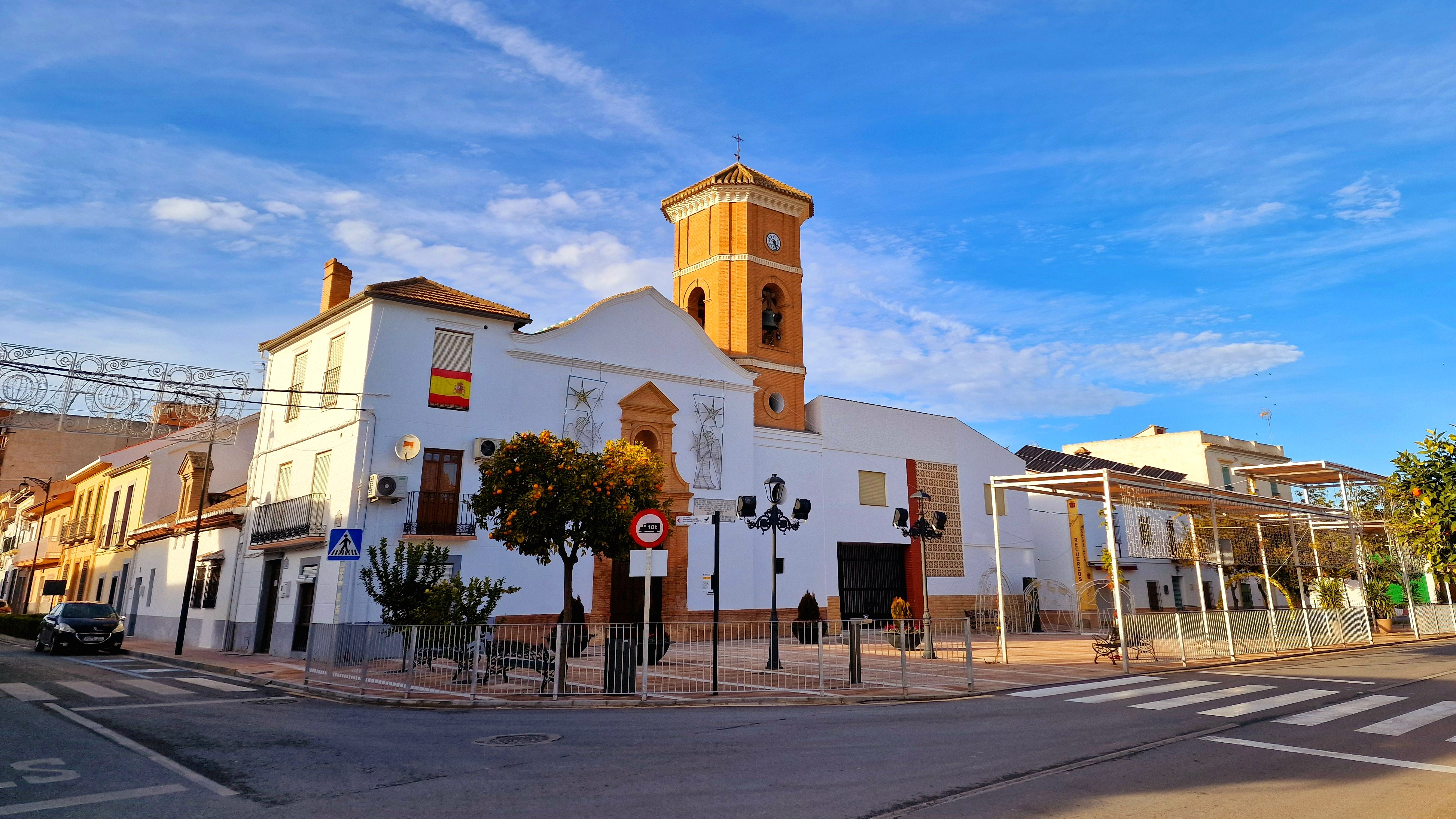
Iglesia de Nuestra Señora de la Purificación

Entre su patrimonio destaca la vivienda tradicional de labor Casa-Museo Federico García Lorca, la casa de los Caseros, la casa de Bernarda Alba, el monumento a los Emprendedores y Trabajadores del Tabaco, la iglesia de Ntra. Señora de la Purificación y la fuente de la Carrura.

### Fiestas
Sus fiestas populares se celebran cada año la segunda semana de septiembre en honor a la Virgen de Gracia, patrona del municipio.
Otra de las celebraciones importantes de la localidad es la Candelaria, que tiene lugar cada 2 de febrero. Por la noche se prende una hoguera, además de otras actividades complementarias a las que acude todo el pueblo.
Desde 2014 se celebra el 18 de diciembre la fiesta de la creación de Valderrubio como municipio independiente.
Julio Cultural
En homenaje a los años que vivió Lorca en la localidad se celebra cada año en la casa-museo el Festival Julio Culltural, impulsado por el Ayuntamiento de Valderrubio y la Diputación de Granada, con teatro, danza y música.